# City of Durham
Durham was van 1974 tot 1 april 2009 een Engels district in het graafschap Durham en telt 87.709 inwoners. De oppervlakte bedraagt 186,7 km².
Van de bevolking is 14,4 % ouder dan 65 jaar. De werkloosheid bedraagt 2,8 % van de beroepsbevolking (cijfers volkstelling 2001).
In 2009 werd de City of Durham opgeheven. Opvolger van de bestuurlijke taken werd het Graafschap Durham.

## Plaatsen in district City of Durham
- Bearpark
- Belmont
- Brancepeth
- Brandon and Byshottles
- Cassop-cum-Quarrington
- Coxhoe
- Croxdale and Hett
- Durham (hoofdplaats)
- Framwellgate Moor
- Kelloe
- Pittington
- Pity Me
- Shadforth
- Sherburn
- Shincliffe
- West Rainton
- Witton Gilbert